# Língua morique
O moríque (ou mayú, "mayoruna") é uma língua extinta da família linguística arawak. Os moríque viveram entre o baixo rio Ucayali e o rio Javari, no atual Peru.

## Comparação lexical
Comparação lexical entre o moríque e o chamicuro (Ramirez 2019: 658; 2020: 145):
| Português | Moríque | Chamicuro |
| --------- | ------- | --------- |
| língua    | -min    | menu      |
| dente     | -as     | ahsi      |
| olho      | -oki    | ohki      |
| orelha    | -θai    | tʃaji     |
| barba     | xona    | ʂuʔna     |
| jacaré    | kaʃio   | kaʃjuna   |
| tabaco    | porots  | polohti   |
| milho     | naʃi    | naʃi      |